# Samma skrot och korn
«Samma skrot och korn» — седьмой студийный музыкальный альбом шведской поп-рок группы Gyllene Tider, выпущенный в Швеции 14 июня 2019 года. Это (официально объявленный) прощальный альбом коллектива, после выпуска которого группа отправилась в прощальный тур по Скандинавии и на этом планировала завершить свою деятельность.
С объявлением в конце 2022 года гастрольного тура, приуроченного к выходу студийного альбома «Hux flux», «Samma skrot och korn» уже не является прощальным в истории коллектива.

## История
Пер Гессле записал демоверсии песен в Швеции, а сам альбом уже записывался в студии «La Fabrique» в Сен-Реми-де-Прованс на юге Франции при участии всех членов Gyllene Tider, а также при участии Хелены Юсефссон. Продюсер альбома — Кристофер Лундквист. В работе над пластинкой также принимали участие французские музыканты и звукоинженеры.
В интервью Йенсу Петерсону, корреспонденту журнала «Scensommar», приложения к шведской газете «Aftonbladet», Пер Гессле и басист Андерс Херрлин рассказали, почему была выбрана именно эта студия во Франции. Гессле увидел по телевизору документальный фильм про Ника Кейва и The Bad Seeds и ему очень понравилась студия, в которой они играли. После непродолжительного поиска он узнал, что эта студия находится в Сен-Реми-де-Провансе, к северу от Марселя. Осенью 2018 года туда в одиночку отправился Андерс Херрлин, чтобы проверить, подойдёт ли студия для записи нового альбома. Результат проверки оказался положительным и весной 2019 года группа приехала во Францию уже в полном составе. Gyllene Tider начали работу в тот же день, в который Моррисси покинул студию. Гессле рассказал, что они даже нашли его кулинарную книгу по веганскому питанию в гостевом туалете.
Большую часть 2018 года Пер Гессле провёл в написании новых песен для данного альбома, включая «Skrot och korn», «Henry har en plan på gång» и «Det kändes inte som maj». Всего было записано 16 песен, 14 из которых вошли в альбом — ровно столько, сколько обычно The Beatles включали на свои LP.

## Музыканты
- Пер Гессле — вокал, гитара
- Мике «Сюд» Андерссон — ударные
- Матс МП Перссон — гитара
- Андерс Херрлин — бас
- Йоран Фритцон — клавишные
- Хелена Юсефссон — бэк-вокал

## Список песен
1. Skrot och korn
2. Det kändes inte som maj
3. Jag drömde jag mötte Fluortanten
4. Någon att hålla i hand
5. Vid hennes sida
6. Aftonstjärna
7. Vanliga saker
8. Bjud till!
9. Låt denna trumslagarpojke sjunga!
10. Mannen med gitarr
11. Bara i en dröm
12. Henry har en plan på gång
13. Allt det andra
14. Final

## Синглы
1. «Jag drömde jag mötte Fluortanten» (10 мая 2019 года)

## Обзор песен
- «Någon att hålla i hand» — это второй раз в истории группы, что она записывает кавер в своём студийном альбоме. Впервые группа записала песню «Skicka ett vykort älskling» в своём дебютном альбоме. Это был кавер на хит «Send Me A Postcard» группы Shocking Blue. На этот раз песня «Någon att hålla i hand» является кавером хита 1965 года шведской группы Sven-Ingvars[1].
- «Mannen med gitarr» должна была войти в сольный альбом Гессле «Mazarin» (2003), но для неё не осталось места на пластинке. Чуть позже песню записала шведская певица Мониа Хьёстрём[англ.] в своём альбоме «Söderns hjärtas ros[англ.]» (2003). Демоверсия песни от 20 ноября 2002 года в исполнении Гессле доступна в коробке «Per Gessle Archives». Эта же версия была выпущена 12 января 2020 в цифровом альбоме «Per Gessle — Samma skrot och demos».

## «Per Gessle — Samma sktor och demos»
11 января 2020 года, за день до своего дня рождения, Пер Гессле опубликовал сообщение на своей официальной странице в сети Facebook, в котором напомнил, что в прошлом году в день его шестидесятилетия состоялся цифровой релиз дебютного альбома группы Mono Mind. В этом году музыкант хочет поддержать традицию и в полночь 12 января 2020 года в форме цифровой дистрибуции будет выпущен «сюрприз для поклонников». Так как на время публикации поста (10:27 CET) в некоторых странах уже была полночь, «сюрприз» оказался сразу же доступен для загрузки в Apple Music.
Сюрпризом оказался сборник демоверсий песен, вошедших в последний студийный альбом Gyllene Tider. В сборнике присутствуют 13 песен. На единственную песню «Vanliga saker» демоверсия отсутствует, так как музыкант не успел её записать, отправляясь во Францию для работы над альбомом группы.
Демоверсии песен Гессле записывал без участия остальных участников группы Gyllene Tider в хальмстадской студии «Tits & Ass», поэтому релиз подписан его именем, а не всей группой.

### Список песен
1. Skrot och korn (T&A 1 aug 2018) (2:55)
2. Det kändes inte som maj (T&A 31 juli 2018) (2:23)
3. Jag drömde jag mötte Fluortanten (T&A 27 nov 2018) (3:17)
4. Någon att hålla i hand (T&A 13 juli 2016) (2:12)
5. Vid hennes sida (T&A 26 jan 2019) (2:46)
6. Aftonstjärna (T&A 28 aug 2018) (2:55)
7. Bjud till! (T&A 5 juni 2018) (3:02)
8. Låt denna trumslagarpojke sjunga! (T&A 20 mars 2018) (3:20)
9. Mannen med gitarr (T&A 20 nov 2002) (3:12)
10. Bara i en dröm (T&A 30 juli 2018) (3:16)
11. Henry har en plan på gång (T&A 26 jan 2019) (3:00)
12. Allt det andra (T&A 30 juli 2018) (3:47)
13. Detektiv (T&A 10 juni 2018) (2:50)

Общая длительность звучания диска: 38:55 мин

## Отзывы критиков
- Хокан Стеен, обозреватель шведской газеты «Aftonbladet» оценивает альбом на 3 из 5. Стеен называет Gyllene Tider «крупнейшим [по значимости] шведским хобби-оркестром» и отмечает, что группа до сих пор хочет казаться хальмстадской олдскульной поп-группой, которая играла в общественных парках в 1980-х. Группа по заверению критика до сих пор «искренне популярна в народе благодаря бесчисленным мега-хитам Пера Гессле» и, несмотря на английское или американское влияние, Gyllene Tider по прежнему остаётся именно шведской группой. Записанный в альбоме кавер хита 1965 года шведской группы Sven-Ingvars «Någon att hålla i hand» Стеен называет очень подходящим, в том числе и потому, что звучание группы приближено к The Beatles и Тому Петти. Текст песни «Henry har en plan på gång», пишет Стеен, вполне мог бы быть позаимствован у шведской группы Torsson, «несомненных мастеров шведского живого рока». Критик также отмечает, что общая атмосфера альбома «горько-сладкая» и все песни звучат как в классических сольных альбомах Гессле с добавлением аранжировок синтезатора «Farfisa» и вокала Мике Андерссона (например, в песне «Låt denna trumslagarpojke sjunga!»). Стеен также отмечает две сильные баллады в альбоме: «Vid hennes sida» и «Bara i en dröm», которые по его мнению как будто были взяты с двух последних сольных кантри-альбомов Гессле.[2]
- Йан Андерссон из «Göteborgs-Posten» оценивает диск на 4 из 5 и отмечает, что «самая любимая поп-группа Швеции выпустила свой лучший альбом за последние 35 лет».[7]
- Фредрик Антонссон, обозреватель портала «Nyhetbyrån» начинает свой обзор альбома с того, что «песни Gyllene Tider с узнаваемым голосом Пера Гессле были естественной частью музыкальной истории Швеции на протяжении четырёх десятилетий». Помятуя о том, что это финальным альбом группы, он отмечает, что она «финиширует на пике, а диск — подтверждение тому, что группа сохранила свою душу, а также достигла почтенного возраста со стилем и достоинством». Антонссон отмечает, что с начала своей карьеры звучание группы развивалось от Noice до Depeche Mode и ещё позднее Kent, но сегодня они верны себе как никогда. Одной из лучших песен на альбоме критик называет ту, где поёт Мике Андерссон, второй раз за всю музыкальную историю группы. В итоге, альбом получил высшую оценку.[8]
- Портал «Wermlands-Tidningen» отмечает, что «способность Гессле удивлять в ограниченных рамках просто поражает». Альбом по мнению критика Пера Вилькера «состоит из дюжины одинаковых и легко запоминающихся поп-пастилок, хотя и можно услышать эхо двух последних сольников Гессле». Лучшей песней на диске называется «Mannen med gitarr».[9]
- Газета «Kristianstadsbladet» пишет, что песни в альбоме «иногда великолепно гесслевые, а иногда их текстура очень неловкая». Отмечается интересное исполнение кавера хита группы Sven-Ingvars: когда орган заменяется синтезатором «Farfisa»; а выбор песни не случаен, так как группы сотрудничали в прошлом, например, Гессле написал одну из песен группы, «Högt i det blå», ставшей хитом в 1990-х. Одной из лучших песен в альбоме называется «Bjud till!». Подводя итог, издание отмечает, что альбом стал достойным завершением 40-летнего вклада группы в историю шведской поп музыки.[10]
- Обозреватель шведского таблоида «Expressen» Андерс Нунстед в рецензии альбома вспоминает историю Gyllene Tider, а также отмечает, что альбом является логическим завершением карьеры коллектива, которые записывают музыку только по одной причине — музыкантам это в радость. Он называет Гессле «опытным кузнецом поп-песен» и восхищается аранжировками песен, однако пишет, что «в самой этой замечательной группе музыки больше не осталось». Как и многие его коллеги, лучшей песней в альбоме Нунстед называет «Någon att hålla i hand», кавер-версию хита Sven-Ingvars — «довольно очаровательна», а также отмечает «Henry har en plan på gång» и «Aftonstjärna».[11]
- Издание «Gaffa» в своей рецензии отмечает, что голос Гессле звучит как в 1980-е. Вновь отмечается кавер на песню Sven-Ingvars, а также замечается, что всё должно уже поскорее закончится (намёк на хит Gyllene Tider «Det är over nu» — Это закончилось), однако «ностальгия будет бессмертной». Оценка альбома: 3/6.[12]
- Обозреватель «Värmlands Folkblad» Тобиас Хольмгрен также считает, что группе действительно пора закончить заниматься музыкой. Он отмечает, что «синтезатор „Farfisa“, на котором играет Йоран Фритцон, займёт в 2067 году достойное место в музее шведской музыки где-то между модемом и телефонной будкой», ведь группа, по его мнению, «не создала ничего стоящего после 1996 года». Всё что альбом обещает зрителю это «безобидное продолжение „Här kommer alla känslorna“ — особенно волнующая песня „Vid hennes sida“, а также первый сингл из альбома „Jag drömde att jag mötte fluortanten“. Всё остальное — уставшее сборище стихов старшеклассников, вдохновляющих как комариные укусы в июле»,- завершает свой обзор Хольмгрен. «Пусть уже все закончится сейчас. На самом деле.» резюмирует критик.[13]

## Чарты
| (2019)                     | Высшая позиция |
| -------------------------- | -------------- |
| Швеция (Sverigetopplistan) | 6              |